# 2. Liga (Zwitserland)
2. Liga is het zesde hoogste niveau in de Zwitserse voetbalcompetitie. 

## Opdeling
De 13 regionale verenigingen zijn verantwoordelijk voor de exploitatie ervan. Er zijn in totaal 7 groepen van 12 teams in heel Zwitserland en 10 groepen met 14 teams.
Hoewel de meeste regionale verenigingen slechts één groep organiseren, hebben sommige grotere verenigingen (Bern/Jura, Zürich, Oost-Zwitserland en Vaud) twee groepen. De 17 groepswinnaars en de runner-up in de 2e competitiegroep van de Central Swiss Football Association vormen samen de 18 promovendi naar de 2. Liga Interregional, terwijl de zwakste degraderen naar de 3. Liga.

## Regionale bonden
| Regionale Bond                                                   | Afkorting | Opdeling               |
| ---------------------------------------------------------------- | --------- | ---------------------- |
| Aargauischer Fussballverband                                     | AFV       | 1 groep (14 clubs)     |
| Fussballverband Bern/Jura                                        | FVBJ      | 2 groepen (2x12 clubs) |
| Innerschweizerischer Fussballverband                             | IFV       | 1 groep (14 clubs)     |
| Fussballverband Nordwestschweiz                                  | FVNWS     | 1 groep (14 clubs)     |
| Ostschweizer Fussballverband                                     | OFV       | 2 groepen (2x12 clubs) |
| Solothurner Fussballverband                                      | SFV       | 1 groep (14 clubs)     |
| Fussballverband Region Zürich                                    | FVRZ      | 2 groepen (2x12 clubs) |
| Federazione ticinese di calcio                                   | FTC       | 1 groep (14 clubs)     |
| Association fribourgeoise de football Freiburger Fussballverband | AFF-FFV   | 1 groep (14 clubs)     |
| Association cantonale genevoise de football                      | ACGF      | 1 groep (14 clubs)     |
| Association neuchâteloise de football                            | ANF       | 1 groep (14 clubs)     |
| Association cantonale vaudoise de football                       | ACVF      | 2 groepen (2x12 clubs) |
| Association valaisanne de football                               | AVF       | 1 groep (14 clubs)     |

## Andere sporten
In de meeste andere sporten zoals ijshockey is de 2.Liga de vierde klasse.